# Stadthagen

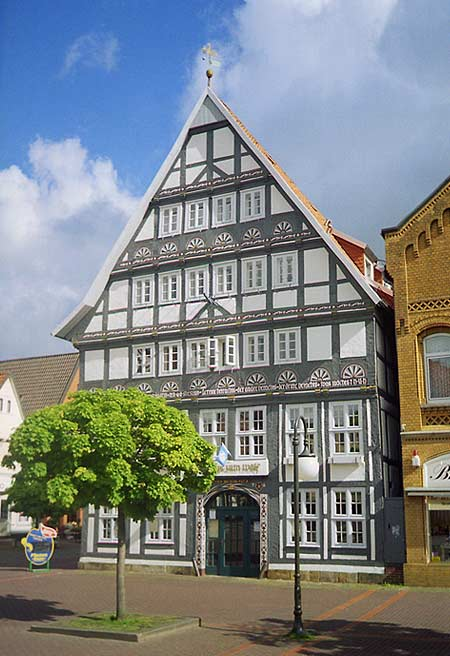
Haus zum Wolf (dom "Pod wilkiem") przy rynku Stadthagen

Stadthagen – miasto powiatowe położone w kraju związkowym Dolna Saksonia, siedziba powiatu Schaumburg, leży ok. 40 km na zachód od Hanoweru. Miasto liczy ok. 22,6 tys. mieszkańców, zamieszkuje tutaj znaczna społeczność turecka.

## Historia
W 1200 r. na obecnym terenie miasta rozpoczęto budowę zamku, który do obecnej postaci został przebudowany w latach 1534–1544 w stylu „Weserrenaissance” (renesansu wezerskiego). W XVI wieku. był on siedzibą hrabiów Schaumburg. Mauzoleum jednego z nich, hrabiego Ernesta znajduje się przy kościele św. Marcina (St. Martini).
Samo miasto powstało w 1222 r. Pierwsza, datowana na 1272 r. nazwa miasta to „Indago comitis Adolphi” (niem. Hagen des Grafen Adolf). Kilka lat później, w 1287 r, w dokumentach figuruje jako Graf-Adolfs-Hagen. Ostateczną formę nazwy miasta Stadthagen spotyka się dopiero w 1378 r.
Główne ulice miasta miały nietypowy dla okresu średniowiecza układ litery "H". Układ ten wraz z zarysem murów obronnych zachował się do dziś. W okresie średniowiecza Stadthagen było otoczone rowem, wałem ziemnym oraz kamiennym murem obronnym. Z umocnień do naszych czasów przetrwała jedynie jedna wieża miejska oraz wał otaczający najstarszą część miasta. Od ok. 1386 r. w pobliżu miasta rozwija się wydobycie węgla i trwa do połowy XX wieku. Pomimo dość znacznej odległości od morza ze Stadthagen w przeszłości pochodziło wielu morskich żeglarzy. Pamiątką po dalekomorskich połowach jest pochodząca z ok. 1790 r. kość wieloryba zawieszona na starym ratuszu.
W XVII wieku w mieście krótko miał siedzibę uniwersytet.
Pomimo wielu wojen (30-letniej i 100-letniej, wojen napoleońskich, II wojny światowej) w mieście zachowało się wiele domów z pruskiego muru. Wiele z nich pochodzi z początku XVII wieku.

### Kalendarium
- 1220 – rozpoczęcie budowy zamku
- 1222 – lokacja miasta
- 1312 – budowa kaplicy św. Jana (St.-Johannis-Kapelle)
- 1322 – powstanie rynku miejskiego
- 1553 – budowa Amtspforte (obecnie muzeum)
- 1591 – apteka
- 1610 – powstanie gimnazjum
- 1619 – uniwersytet
- 1621 – przeniesienie uniwersytetu do Rinteln
- 1845 – połączenie kolejowe i budowa dworca
- 1914/15 – elektryfikacja miasta

## Współpraca
Miejscowości partnerskie:
- Eisenberg, Turyngia
- Tapolca, Węgry
- Słupca, Polska